# Svetlana Goncharenko
Svetlana Valentinovna Goncharenko (nascida Svetlana Doronina;  Rostov do Don, 28 de maio de 1971) é uma ex-velocista russa especializada nos 200 m e 400 m rasos, campeã mundial e medalhista olímpica no revezamento 4x400 m.  Com o revezamento ela foi campeã mundial em Sevilha 1999 e três vezes campeã mundial no Campeonato Mundial de Atletismo em Pista Coberta. Também nos 4x400 m conquistou uma medalha de bronze olímpica em Sydney 2000.